# Wujek (Zawadówka)
Wujek – część wsi Zawadówka położona w Polsce, w województwie lubelskim, w powiecie włodawskim, w gminie Urszulin.
W latach 1975–1998 Wujek administracyjnie należał do województwa chełmskiego.

## Historia
W wieku XIX samodzielna wieś wchodząca w skład dóbr Zawadówka.
Według spisu powszechnego z roku 1921 kolonia Wujek liczyła 8 domów zamieszkałych przez 74 mieszkańców w tym 9 prawosławnych.
Wujek jako samodzielna kolonia wymieniona była w skorowidzu miejscowości z roku 1967, w składzie  gromady Urszulin.